# Oralverkehr

Cunnilingus, Lithografie von Francesco Hayez (1791–1882)

Oralverkehr (von lateinisch os, oris ‚Mund‘), auch Oralsex, ist ein Sammelbegriff für Sexualpraktiken, bei denen ein Sexualpartner die Genitalien des anderen mit dem Mund (den Lippen, der Zunge, den Zähnen) stimuliert. Grundsätzlich unterscheidet man zwischen Fellatio, der oralen Stimulation des Penis, sowie Cunnilingus, der oralen Stimulation der Vulva.

## Umgangssprache

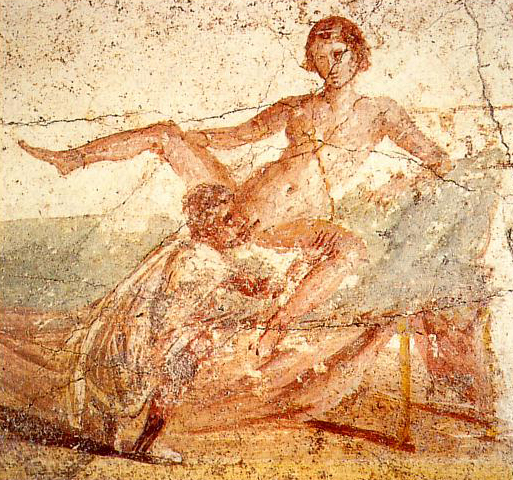
Cunnilingusszene, Pompejanische Wandmalerei, Vorstadt-Thermen, Südwand des Auskleideraums, 79 n. Chr.

Umgangssprachliche Bezeichnungen für Oralsex sind zum Beispiel es französisch machen für beide Varianten, blasen für Fellatio oder lecken für Cunnilingus. Für Fellatio ist auch in Europa häufig der aus dem amerikanischen Englisch stammende Ausdruck Blowjob üblich. Im Englischen werden ferner Bezeichnungen wie to go down on somebody oder to give head für beide Konstellationen verwendet. Jedoch bezeichnet french kiss hier lediglich einen Zungenkuss und hat keine genitalen Konnotationen. Das zu Anfang erwähnte Französisch fällt nicht unbedingt mit der 69-Stellung zusammen. Die gesellschaftliche Akzeptanz vieler Aspekte der Sexualität hat heute zu einer größeren Unbefangenheit im sprachlichen Umgang mit Oralsex geführt.

## Bedeutung
Oralverkehr ist für die meisten Menschen eine reizvolle Möglichkeit, den Partner zu stimulieren und zum Orgasmus bringen zu können. Da durch Oralverkehr niemand schwanger werden kann, ist er für Paare, die derzeit kein Kind wollen, eine Alternative zum Vaginalverkehr.
Außerdem kann diese Praxis ein Teil im sexuellen Vorspiel sein, zum Beispiel um beim Mann eine Erektion und bei der Frau den Sekretfluss anzuregen.
Er kann von beiden Partnern als intensiv empfunden werden, weil die Geschlechtsorgane vom Mund und mit der Zunge zielgenau und auf variable Weise stimuliert werden können. Zudem handelt es sich dabei um eine besonders intime Geste, da der gebende Partner Geruch und Geschmack der Genitalien intensiv wahrnimmt und darüber hinaus auch andere Sinne (Hören, Sehen und Fühlen) beteiligt sind.
Oralverkehr gehört zu den verbreitetsten Sexualpraktiken neben dem Vaginalverkehr und wurde zu allen Zeiten praktiziert. In einer US-amerikanischen Studie von 1999 gaben 70 Prozent der männlichen und 57 Prozent der weiblichen Jugendlichen an, aktiv bei einem Partner Oralverkehr praktiziert zu haben, bevor sie das erste Mal Vaginalverkehr hatten. Da es nicht zur Penetration kommt, wird Oralverkehr teilweise nicht als „richtiger Sex“ empfunden. In der Lewinsky-Affäre behauptete US-Präsident Bill Clinton, keine sexuelle Beziehung mit Monica Lewinsky gehabt zu haben, da es nur zum Oralverkehr gekommen sei. In der aktuellen deutschen Rechtsprechung wird Oralverkehr nicht als Beischlaf gewertet, siehe Juristische Terminologie des Geschlechtsverkehrs.
In einigen antiken Kulturen, auch solchen, die sonst bei Sexualpraktiken eher tolerant waren, wurde der Oralverkehr – jedenfalls offiziell – abgelehnt. Möglicherweise lag dies an der damals höheren Infektionsgefahr durch die geringeren Möglichkeiten der Hygiene, wobei Infektionen sehr viel häufiger ernste Krankheiten zur Folge hatten, da moderne Medikamente noch nicht bekannt waren.

## Techniken

### Fellatio

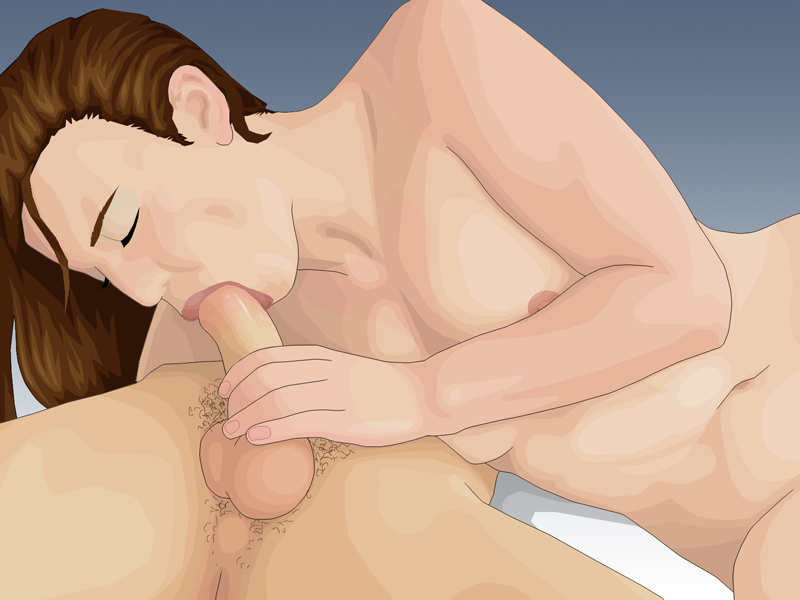
Fellatio

Die männlichen Genitalien, vor allem der Penis, aber auch die Hoden, werden mit Zunge und Lippen zur sexuellen Stimulation geleckt, geküsst und in den Mund genommen. Dabei ist es möglich, die Eichel mit der Zunge zu stimulieren, indem man mit ihr um diese kreist. Das Gleiche gilt auch für den Schaft und die Hoden. Es ist aber genauso möglich, die Eichel oder Teile des Penis in den Mund zu nehmen und leicht daran zu saugen. Die selektive Stimulation der Hoden wird als Teabagging bezeichnet.
Eine besondere Form der Fellatio ist die tiefe Aufnahme des erigierten Penis bis in den hinteren Rachenbereich, was nur bei (erlernter) absoluter Entspannung der Kehle möglich ist (siehe Deepthroating). Als besonders schwierig gilt diese Variante der Fellatio, wenn dabei der Samenerguss zugelassen werden soll. Dies setzt bei dem aufnehmenden Partner eine bestimmte Atemtechnik voraus, bei dem stimulierten Partner ein hohes Maß an Aufmerksamkeit und Selbstkontrolle und bei beiden viel Einfühlungsvermögen und Vertrauen.

### Cunnilingus

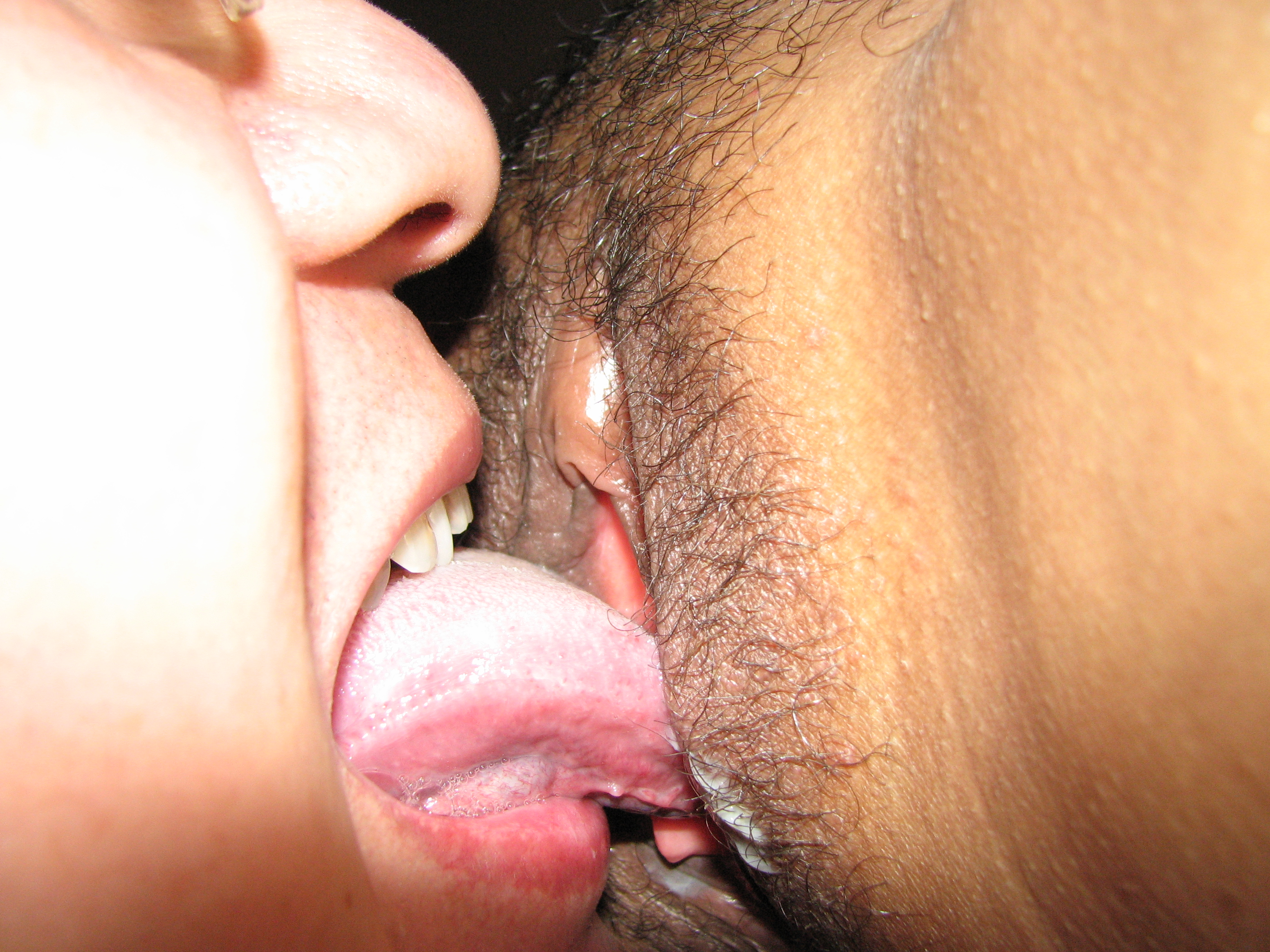
Cunnilingus

Die weiblichen Genitalien, vor allem die Schamlippen, der Scheidenvorhof und insbesondere die Klitoris, werden mit Zunge und Lippen geleckt, geküsst oder in den Mund genommen. Ebenso wie bei der Eichel des Mannes kann auch die Klitoris mit der Zunge umkreist und an ihr gesaugt werden. Eine weitere Praktik ist das rhythmische Berühren der Klitoris mit der Zungenspitze. Auch der Vaginaleingang kann mit der Zunge stimuliert werden. Mittels Cunnilingus gelingt es leichter, die Frau zu besonders intensiven Orgasmen zu bringen, weil eine direkte Reizung der Klitoris möglich ist.

### Neunundsechzig

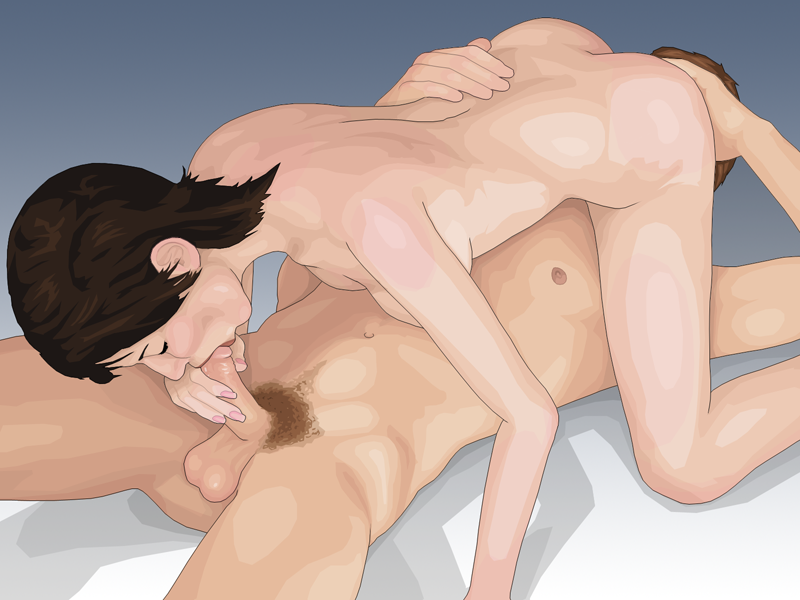
„69“, bei der heterosexuellen Variante gilt die Position mit der Frau oben als die üblichere

Die gegenseitige Anwendung von oraler Stimulation bei beiden Partnern wird als „Neunundsechzig“ bezeichnet – vergleichbar mit den beiden arabischen Ziffern 69 (französisch: soixante-neuf).
Es gibt bei dieser Technik grundsätzlich folgende Variante: Ein Partner liegt oben, der andere unten. Die Position oben gilt allgemein als die bequemere, da so eine bessere Kontrolle gegeben ist. In einer für beide Partner gleich bequemen Stellung liegen beide auf der Seite.

### Anilingus
Auch wenn der Anus nicht zu den Geschlechtsorganen zählt, gehört die Stimulation des Afters mit Mund oder Zunge, der sogenannte Anilingus, doch zur oralen Sexualtechnik. Sie wird auch als „Zungenanal“ oder englisch als Rimming/Rimjob bezeichnet. Der Anilingus reicht von flüchtiger Berührung der Umgebung des Anus mit den Lippen bis zu intensiver Penetration mit der Zunge. Der Anus ist ein hochsensibler, von vielen Nervenenden belegter Körperteil, dessen Stimulation direkt oder durch die Nähe zu den Genitalien von vielen als sehr erotisch empfunden wird. Dies ist auch in der Neunundsechzig-Stellung möglich.

## Hygienische und medizinische Aspekte
Eine US-amerikanische Studie vermutet, dass die beim Oralsex übertragbaren Humanen Papillomviren (HPV) Krebs der Mundschleimhaut (Plattenepithel-Ca) verursachen können. Die Studie wurde durch einen quantitativen Vergleich in einer Stichprobe von 300 Personen durch Befragung erstellt. Folgt man den Zahlen und nimmt einen kausalen Zusammenhang an, erhöht sich das absolute Risiko, Mund- und Rachenkrebs zu bekommen, nach Schätzungen von etwa 0,013 Prozent auf etwa 0,11 Prozent, auch dies (statistisch) erst bei Oralverkehr mit mehr als sechs Partnern (entspricht einem neunfach höheren Risiko). Unklar bleibt, welche Rolle ansonsten der Zeitpunkt, Zeitraum oder die Häufigkeit spielt. Eine weitere Studie im New England Journal of Medicine zeigt eine Korrelation zwischen Oralsex und Kehlkopfkrebs. Es wird angenommen, dass dies auf die Übertragung von HPV zurückgeht, eines Virus, das für die Mehrheit der Fälle von Gebärmutterhalskrebs verantwortlich gemacht wird und welches im Gewebe von Kehlkopfkrebs in zahlreichen Studien festgestellt wurde. Die Studie kommt zu dem Schluss, dass Menschen, die ein bis fünf Sex-Partner (oral) in ihrem Leben hatten, etwa ein doppeltes Risiko von Kehlkopfkrebs haben als jene, die nie Oralsex praktizierten. Diejenigen mit mehr als fünf Sex-Partnern (oral) hatten ein 250 Prozent erhöhtes Risiko für Kehlkopfkrebs.
Die Zahlen zur HPV-Verbreitung relativieren das Risiko weiter: Schätzungen zufolge ist fast ein Viertel aller Frauen unter 25 Jahren infiziert. Nur die wenigsten bekommen allerdings Krebs, der mit den Viren in Zusammenhang gebracht wird, etwa Gebärmutterhalskrebs. Bei den allermeisten bleibt die Ansteckung folgenlos: Schätzungen zufolge waren bis zu 60 Prozent der Gesamtbevölkerung schon einmal mit HPV infiziert und haben Antikörper im Blut.
Papillomaviren nisten sich häufig im Penis- und Scheidengewebe ein; HPV kann daher nicht nur beim Oralsex, sondern auch beim vaginalen Verkehr übertragen werden, außerdem möglicherweise auch beim Küssen.
Geschlechtskrankheiten wie Gonorrhoe und Syphilis können durch Oralsex übertragen werden. Die durch Fellatio im Rachen übertragene Primärläsion heißt Angina specifica. Weiterhin kann Oralverkehr Hepatitis B und besonders Anilingus Hepatitis A übertragen sowie natürlich alle Krankheiten, die bereits ohne direkten Körperkontakt ansteckend sind.
Die Wahrscheinlichkeit einer HIV-Infektion ist gering; trotzdem wird nach allgemeiner Lehrmeinung empfohlen, bei der Fellatio kein Sperma in den Mund aufzunehmen und auf Cunnilingus während der Regelblutung zu verzichten oder ein Lecktuch zu benutzen. Um die Wahrscheinlichkeit einer Ansteckung mit Krankheiten zu minimieren, sollte bei Fellatio ein Kondom verwendet werden. Das gilt freilich erst recht, wenn eine (auch nur kleine) Verletzung an einem beteiligten Körperteil besteht.

## Position der Religionen

### Christentum
Nach der Überzeugung einiger christlicher Glaubensrichtungen dient Sex ausschließlich der Zeugung von Kindern. Daher werden sexuelle Praktiken mit einer anderen Zielsetzung als unerwünscht angesehen. Diese Überzeugung führte früher in einigen US-Staaten  zu Verboten (siehe unten „Rechtliche Situation“).
In anderen christlichen Glaubensrichtungen gibt es keine Bedenken gegen Oralsex.

### Judentum
Der Oralverkehr, wie auch der Analverkehr, sind im Judentum erlaubt. Jedoch sollte beides eher als Vorspiel gesehen werden, das letztlich zum Vaginalverkehr führt.

### Islam
Im Islam ist der orale Geschlechtsverkehr erlaubt, gilt jedoch als makruh (eine Tat, die nicht empfohlen, aber geduldet wird).

### Hinduismus
Ältere hinduistische Lehrbücher vertraten die Auffassung, „dass man den Oralverkehr unterlassen sollte, weil man gegen die gesellschaftlichen Normen und den Anstand verstoße.“ Der Autor des Kamasutra, Vatsyayana (er lebte zwischen dem 2. Jahrhundert v. Chr. und dem 5. Jahrhundert n. Chr.) differenziert: „Obwohl anständige Menschen gegen den Oralverkehr sind, sind die sittlichen Vorstellungen darüber unterschiedlich. Daher soll man sich in dieser Sache so verhalten, wie es den örtlichen Gewohnheiten, der eigenen Natur und der eigenen Überzeugung entspricht.“

### Animistische Religionen
In Neuguinea spielte der Oralverkehr bei den animistisch geprägten Religionen („Allbeseeltheit“) bis zu deren Christianisierung eine wichtige Rolle im Kontext eines sexuellen Fetischs. Beispiele hierfür: die Sambia in Papua-Neuguinea.

## Rechtliche Situation
In nahezu sämtlichen Ländern gibt es keine gesetzlichen Einschränkungen oder Vorschriften zu den beschriebenen Praktiken, die nennenswert von denen für Vaginalverkehr abweichen.
In einigen US-Bundesstaaten war bis Juni 2003 Oralsex verboten (siehe Lawrence v. Texas und Chronologie der Sodomiegesetze in den Vereinigten Staaten).
In Singapur war bis Oktober 2007 auch heterosexueller Oral- und Analverkehr verboten (siehe auch Homosexualität in Singapur).